# 동네놈들
동네놈들은 SBS 개그 프로그램 웃음을 찾는 사람들 출신 개그맨들로 구성된 2인조 개그 채널이다.

## 기타
- 안진호 - 출연
- 최부기 - 출연